# Thomas Rühmann

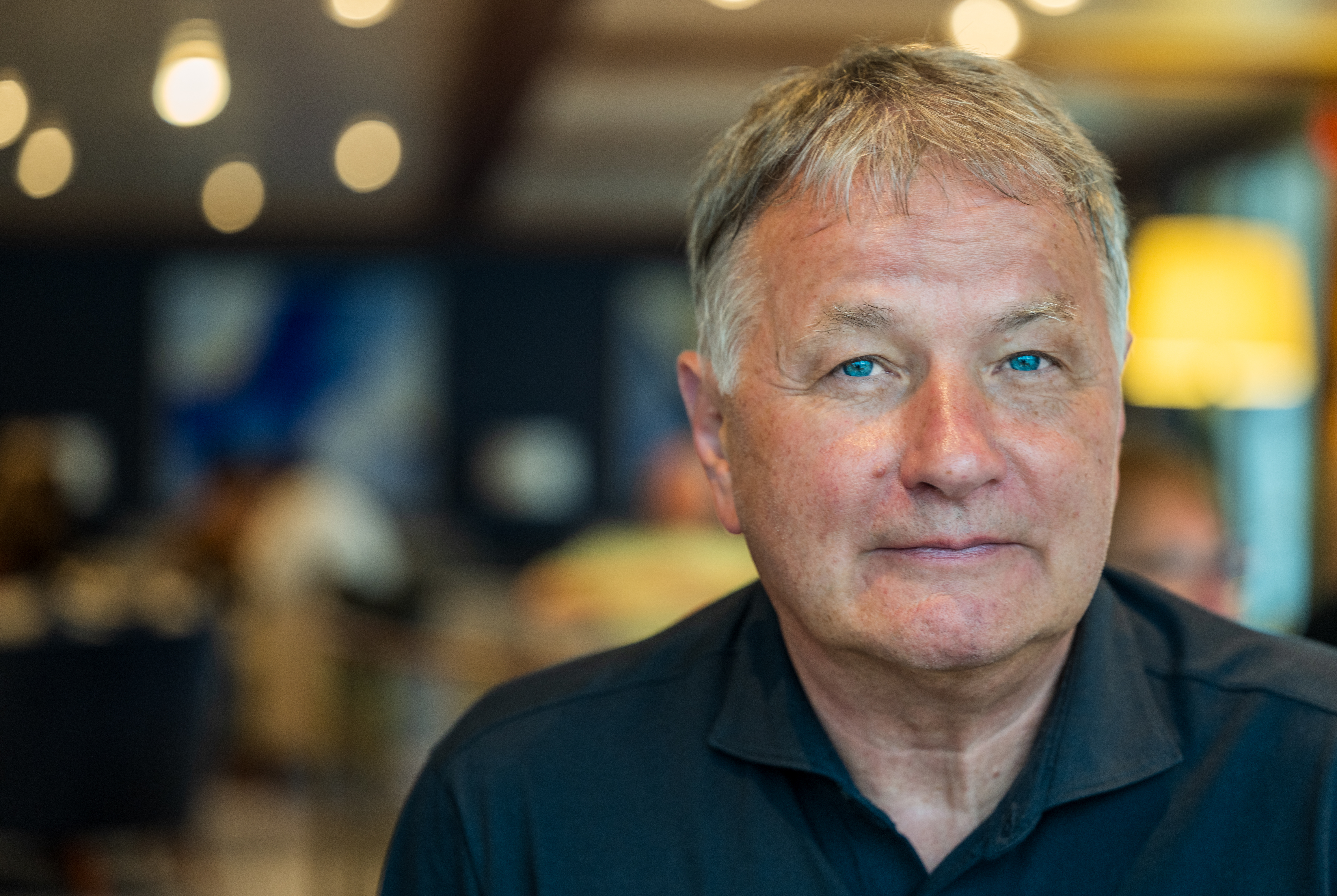
Thomas Rühmann (2024)

Thomas Rühmann (* 11. Mai 1955 in Osterburg (Altmark)) ist ein deutscher Schauspieler, Musiker und Mitbegründer des Theaters am Rand. Deutschlandweit bekannt wurde er in seiner Rolle als Dr. Roland Heilmann in der ARD-Krankenhausserie In aller Freundschaft.

## Leben
Thomas Rühmann wurde in Osterburg als Sohn des Schulleiters und Historikers Heinrich Rühmann (1926–2018) geboren, der sich u. a. mit der Geschichte der Altmark beschäftigte. Rühmann hat einen Bruder, den Liedermacher und Musiker Martin, und fünf Schwestern. Als er fünf Jahre alt war, zog die Familie nach Magdeburg. Thomas Rühmann ist nicht verwandt mit dem Schauspieler Heinz Rühmann.
Rühmann ist in zweiter Ehe verheiratet und hat mit seiner Frau einen Sohn. Aus seiner ersten Ehe hat er zwei Töchter. Er lebt mit seiner Familie in Leipzig.

## Karriere

### Theater
Rühmann studierte an der Sektion Journalistik der Karl-Marx-Universität Leipzig. Von einem Studienfreund zu einer Theatervorstellung mitgenommen, übernahm er eine Rolle in Volker Brauns Sonnenstaat, da der Schauspieler Ulrich Mühe verhindert war. Danach spielte er eine weitere Rolle, diesmal in einem Stück von Athol Fugard. Daraufhin absolvierte er eine Schauspielausbildung an der Hochschule für Schauspielkunst „Ernst Busch“ Berlin. Ab 1982 war er in verschiedenen Rollen am Maxim-Gorki-Theater in Ost-Berlin zu sehen.
Im Jahr 1998 gründete er gemeinsam mit Tobias Morgenstern das „Theater am Rand“ im Dorf Zollbrücke im Oderbruch. Die Besonderheit dieses kleinen Theaters mit 200 Plätzen ist es, dass die Besucher erst nach dem Ende der Vorstellung ihren Eintritt entrichten. Die Höhe des entrichteten Betrages wird vom Zuschauer selbst bestimmt, allerdings sprechen die Schauspieler eine Empfehlung zur Höhe aus. Im Jahr 2023 beendete Morgenstern diese Zusammenarbeit. Rühmann betreibt das Theater am Rand seither allein. Zuvor sollte er 2021 zusammen mit Morgenstern das Bundesverdienstkreuz erhalten, da sie sich „während der Corona-Pandemie in besonderer Weise um Kunst und Kultur verdient gemacht“ hätten. Das Bundespräsidialamt sagte die Preisverleihung jedoch kurzfristig ab, da Morgenstern seine Solidarisierung mit Querdenker-Protesten erklärt hatte.

### Film, Fernsehen und Musik
Rühmann wirkte als Schauspieler vor der Kamera in über 20 Film- und Fernsehproduktionen mit. Sein Fernsehdebüt gab er im Jahr 1983 als Valentin Böhm in dem DFF-Mehrteiler Martin Luther. 1988 besetzte ihn Rainer Bär als Chevalier aus Verona neben Götz Schubert in dem Fernsehfilm Der Geisterseher, der auf dem gleichnamigen Romanfragment Friedrich Schillers basiert.
Im wiedervereinigten Deutschland war Rühmann weiterhin in einigen Film- und Fernsehproduktionen zu sehen, wie 1992 in Roland Gräfs Spielfilm Die Spur des Bernsteinzimmers. In der ZDF-Familienserie Unser Charly übernahm er von 1997 bis 1999 als Jonas Martin eine wiederkehrende Nebenrolle. Gastrollen hatte er in den Krimiserien Stubbe – Von Fall zu Fall, Der letzte Zeuge und wiederholt im Polizeiruf 110. Seit dem 26. Oktober 1998 (Folge 1) spielt er die Hauptrolle des Dr. Roland Heilmann in der ARD-Krankenhausserie In aller Freundschaft. In dieser Rolle trat er 2003 in der Jugendserie Schloss Einstein auf, und ab 2015 auch mehrmals in der Serie In aller Freundschaft – Die jungen Ärzte. Sebastian Grobler besetzte ihn im Jahr 2012 als König im Märchenfilm Schneeweißchen und Rosenrot. Seit 2015 ist er der Geschichtenerzähler in Unser Sandmännchen.
Gelegentlich wirkt Rühmann als Musiker in der von seinem Bruder Martin Rühmann geleiteten Martin Rühmann Band mit. Ab 2011 trat Rühmann als Sänger und Gitarrist zusammen mit dem Gitarristen Rainer Rohloff auf; dabei spielten sie Kompositionen von Neil Young mit den Texten von Gerhard Gundermann. Im Jahr 2014 begann die Tournee Falsche Lieder mit Rohloff, Peter Schlenderlein (Piano), Lexa Thomas (Bass) und Gören Eggert (Schlagzeug), in der Rühmann Texte von Hans-Eckardt Wenzel interpretierte.

## Filmografie
- 1980: Blaue Pferde auf rotem Gras (Theateraufzeichnung)
- 1982: Der Pferdeapfel und die Rose (Studioaufzeichnung)
- 1983: Martin Luther (Fünfteiler)
- 1985: Flug des Falken (Fernsehserie, 2 Folgen)
- 1986: Treffpunkt Flughafen (Fernsehserie, Folge Italienisches Zimmer – Afrikanische Nacht)
- 1988: Fallada – Letztes Kapitel
- 1988: Der Geisterseher
- 1989: Ein brauchbarer Mann
- 1992: Die Spur des Bernsteinzimmers
- 1995: Einsteins Baby
- 1996: Praxis Bülowbogen (Fernsehserie, Folge Kurzschluss)
- 1996: Polizeiruf 110: Kurzer Traum
- 1996: Auf eigene Gefahr (Fernsehserie, Folge Alpträume)
- 1996: Stubbe – Von Fall zu Fall: Stubbe und das Kind (Fernsehreihe)
- 1997: Post Mortem – Der Nuttenmörder
- 1997–1999: Unser Charly (Fernsehserie, 10 Folgen)
- 1997: Für alle Fälle Stefanie (Fernsehserie, 4 Folgen)
- 1997: Freunde fürs Leben (Fernsehserie, 5 Folgen)
- 1998: So ein Zirkus (Fernsehserie, Folge Die Krise)
- seit 1998: In aller Freundschaft (Fernsehserie, Hauptrolle ab Folge 1)
- 1999: Der letzte Zeuge (Fernsehserie, Folge Denn die Rache ist mein)
- 2001: Polizeiruf 110: Kurschatten
- 2003: Schloss Einstein (Fernsehserie, Folge 250)
- 2004: Die Kinder meiner Braut
- 2004: Edel und Starck (Fernsehserie, Folge Amor lebt)
- 2005: Polizeiruf 110: Vollgas
- 2007: Tatort: Die Falle
- 2008: Plötzlich Millionär
- 2011: In aller Freundschaft: Was wirklich zählt (Spielfilm)
- 2012: Schneeweißchen und Rosenrot
- 2013: In aller Freundschaft: Bis zur letzten Sekunde (Spielfilm)
- 2013: Amok (Kurzfilm)
- 2015–2020: In aller Freundschaft – Die jungen Ärzte (Fernsehserie, 5 Folgen)
- seit 2015: Unser Sandmännchen (als „Geschichtenerzähler“)
- 2018: In aller Freundschaft: Zwei Herzen (Spielfilm)

## Diskografie
- 2018: Richtige Lieder. Thomas Rühmann & Band (Tmt)

## Auszeichnungen
- 2002: Brisant Brillant, Goldener Wuschel
- 2015: Verdienstorden des Landes Brandenburg
- 2021: Bundesverdienstkreuz am Bande